# 达伯戈茨
达伯戈茨（德語：Dabergotz）是德国勃兰登堡州的一个市镇，隶属于东普里格尼茨-鲁平县。总面积为12.66平方千米，截至2020年总人口为641人。